# نوار عصب و عضله
نوار عصب و عضله یا الکترومیوگرافی (به انگلیسی: Electromyography (EMG)) که به اختصار بدان «ئی‌ام‌جی» (EMG) می گویند، روشی برای ثبت الکتریکی فعالیت برون‌یاخته‌ای ماهیچه‌ها در حالت استراحت.

## نام‌های دیگر
- الکترومیوگرافی
- برق‌ماهیچه‌نگاری
- نوار عصب و عضله
- ای‌ام‌جی
- اِاِم‌گِ (تلفظ آلمانی)

## اصول اساسی
الکترومایوگرافی (EMG) مطالعه عملکرد عضله از طریق تحلیل سیگنال‌های الکتریکی تولید شده حین انقباضات عضلانی است. EMG اندازه‌گیری سیگنال الکتریکی همراه با تحریک عضله است که می‌تواند شامل عضلات ارادی و غیرارادی شود. وضعیت EMG انقباضات عضله ارادی به میزان کشش بستگی دارد. واحد عملکردی انقباض عضله یک واحد حرکتی (motor unit) است که متشکل است از یک نورون حرکتی آلفا منفرد و تمام فیبرهایی که از آن منشعب می‌شوند. وقتی پتانسیل عمل (impulse) عصب حرکتی که فیبر را تغذیه می‌کند به آستانه دپلاریزاسیون برسد فیبر عضله منقبض می‌شود. دپلاریزاسیون باعث ایجاد میدان الکترومغناطیسی می‌شود و این پتانسیل به عنوان ولتاژ اندازه گرفته می‌شود. دپلاریزاسیون که در طول غشا عضله منتشر می‌شود یک پتانسیل عمل عضله است. پتانسیل عمل واحد حرکتی (m.u) مجموع پتانسیل عمل‌های منفرد تمامی فیبرهای یک واحد حرکتی است؛ بنابراین سیگنال EMG جمع جبری تمام پتانسیل عمل‌های واحدهای حرکتی موجود در ناحیه‌ای است که الکترود در آنجا قرار گرفته است. ناحیه قرار گرفتن الکترود معمولاً شامل بیش از یک واحد حرکتی است زیرا فیبرهای عضلانی واحدهای حرکتی مختلف در تمام طول عضله در ترکیب با هم قرار دارند. هر بخش از عضله می‌تواند حاوی فیبرهای متعلق به حدود ۲۰ تا ۵۰ واحد حرکتی باشد. یک واحد حرکتی مستقل می‌تواند دارای ۳ تا ۲۰۰۰ فیبر عضله باشد. عضلاتی که پنج حرکت را در کنترل دارند از تعداد فیبر عضلانی کمتری به ازای هر واحد حرکتی برخوردارند. (معمولاً کمتر از ۱۰ فیبر به ازای هر واحد حرکتی). در مقابل عضلاتی که محدوده وسیعی از حرکات را در کنترل دارند دارای ۱۰۰ تا ۱۰۰۰ فیبر در هر واحد حرکتی می‌باشند. در خلال انقباضات عضلانی ترتیب خاصی وجود دارد به این صورت که واحدهای حرکتی با فیبر عضلانی کمتر در ابتدا و سپس واحدهای حرکتی دارای فیبرهای عضلانی بیشتر منقبض می‌شوند. تعداد واحدهای حرکتی در عضلات در بدن متغیر است.

## انواع
دو نوع اصلی EMG داریم: بالینی (که گاهی مواقع EMG تشخیصی نامیده می‌شود) و Kinesiological. EMG تشخیصی که معمولاً به وسیله پزشک یا متخصص اعصاب یا متخصص طب فیزیکی و همچنین متخصص فیزیوتراپی انجام می‌شود، مطالعه مشخصات پتانسیل عمل واحد حرکتی از نظر مدت و دامنه است و برای کمک به تشخیص آسیب‌شناسی اعصاب انجام می‌شود با این روش همچنین می‌توان دشارژهای خودبخودی عضله در حال استراحت را ارزیابی کرد یا فعالیت یک واحد حرکتی منفرد را ایزوله نمود. Kine Siological EMG نوعی EMG است که با تحلیل حرکت مرتبط است. این نوع از EMG رابطه بین عملکرد عضله با حرکت بخش‌های مختلف بدن را ارزیابی می‌کند و زمان‌بندی فعالیت عضله با حرکت را مورد بررسی قرار می‌دهد. به علاوه بسیاری از مطالعات در تلاشند تا قدرت عضله و نیروی تولید شده در عضله را بررسی کنند.

## سایر متغیرها
رابطه‌ای بین EMG با بسیاری از متغیرهای بیومکانیکی وجود دارد. با در نظر گرفتن انقباضات ایزومتریک، رابطه‌ای مثبت در افزایش کشش عضله و دامنه سیگنال ثبت شده EMG وجود دارد. اگر چه یک زمان تأخیر وجود دارد و به این دلیل است که دامنه EMG به صورت مستقیم با build-up کشش ایزومتریک در تطابق نیست. برای تخمین قدرت تولید شده از روی سیگنال EMG می‌بایست دقت زیادی کرد چون اعتبار رابطه نیرو با دامنه وقتی تعداد زیادی عضله از یک مفصل منشعب شده‌اند یا یک عضله به مفاصل متعددی وصل است خیلی قطعی نیست. در بررسی فعالیت یک عضله با توجه به انقباضات Concentric و eccentric مشخص می‌شود که انقباضات eccentric نسبت به انقباضات concentric در مقابل نیروی وارده برابر فعالیت کمتری در عضله تولید می‌کنند. همراه با خستگی عضله، کاهش در میزان کشش عضله اغلب همراه با دامنه ثابت یا حتی بیشتر در فعالیت عضله مشاهده می‌شود. بخش پر فرکانس سیگنال همراه با خستگی فرد افت می‌کند و می‌تواند به صورت کاهش در فرکانس مرکزی سیگنال عضله دیده شود. در خلال حرکت رابطه‌ای تقریبی بین EMG و سرعت حرکت مشاهده می‌شود. رابطه‌ای معکوس بین قدرت انقباض تولید شده به وسیلهٔ انقباض Concentric و سرعت حرکت وجود دارد در حالیکه eccentric توانایی حمل وزنه بیشتر با سرعت بیشتری را دارد. به عنوان مثال اگر وزنه‌ای بزرگ و سنگین را به سرعت ولی با کنترل پائین ببرید آن وزنه را با استفاده از انقباض eccentric پائین برده‌اید. شما قادر نخواهید بود که وزنه را با همان سرعت پائین بردن، بالا ببرید (انقباض Concentric). نیروی تولید شده لزوماً بیشتر نخواهد بود اما شما توانستید وزنه بیشتری را حمل کنید و فعالیت EMG در عضلات مورد استفاده کمتر بوده است؛ بنابراین رابطه‌ای معکوس برای انقباضات Concentric و رابطه‌ای مثبت برای انقباضات eccentric از نظر سرعت حرکت وجود دارد. از دیدگاه ثبت سیگنال EMG, دامنه پتانسیل عمل واحد حرکتی به عوامل مختلفی بستگی دارد نظیر: قطر فیبر عضله، فاصله بین فیبر عضله فعال و محل آشکارسازی (ضخامت چربی بافت) و خصوصیات فیلترینگ خود الکترود. هدف اصلی بدست آوردن سیگنالی بدون نویز است (مثلاً آرتی فکت حرکتی، آرتی فکت Hz ۶۰ و…) بنابراین نوع الکترود و خصوصیات تقویت‌کننده نقش حیاتی در بدست آوردن سیگنال بدون نویز ایفا می‌کند.

## الکترودها
برای Kine Siological EMG دو نوع اصلی الکترود وجود دارد: سطحی و سیستم باریک الکترودهای سطحی خود به دو گروه تقسیم می‌شوند. گروه اول الکترودهای فعال که در سطح آن‌ها آمپلی فایر وجود دارد و امپدانس را بهبود می‌بخشد. (برای این الکترودها نیازی به استفاده از ژل نیست و این الکترودها آرتی فکت حرکتی را کاهش و نسبت سیگنال به نویز را افزایش می‌دهند). الکترود دیگر، الکترود غیرفعال (Passive) است که سیگنال EMG را بدون آمپلی فایر درونی آشکارسازی می‌کنند و لذا کاهش تمام مقاومتهای پوست تا حد ممکن برای آن اهمیت می‌یابد (لذا نیاز به ژل هادی و آماده‌سازی پوست دارند). با الکترود غیرفعال نسبت سیگنال به نویز کاهش یافته و بسیاری از آرتی فکتهای حرکتی با تقویت سیگنال اصلی، تقویت می‌شوند. مزیتهای الکترود سطحی این است که کاربرد آن‌ها بدون درد است، قابلیت تکرار بیشتری دارند، کاربرد آن‌ها ساده است و برای کاربردهای حرکتی مناسب است. عدم مزیت الکترودهای سطحی این است که ناحیه آشکارسازی آن‌ها وسیع بوده و لذا پتانسیل‌هایی از عضلات کناری نیز ثبت می‌کنند. به علاوه این الکترودها تنها برای عضلات سطحی کاربرد دارند.
الکترودهای سیم باریک برای ورود به درون عضله به یک سوزن نیاز دارند. مزایای الکترودهای سوزنی (سیم باریک Fine-wire) عبارتند از: پهنای باند وسیع، ناحیه آشکارسازی اختصاصی تر، توانایی مطالعه عضلات عمقی، جداسازی بخش‌های مشخص عضلات بزرگ و توانایی مطالعه عضلات کوچک که آشکارسازی آن‌ها به دلیل اثر عضلات کناری (cross-talk) با الکترودهای سطحی غیرممکن است. عدم مزیتهای این الکترود این‌ها می‌باشند که فروکردن سوزن باعث ایجاد ناراحتی می‌شود، ناراحتی باعث افزایش گرفتگی و سفتی در عضله می‌گردد، برخی مواقع گرفتگی عضله رخ می‌دهد، الکترودها تکرارپذیری کمتری دارند چون قراردادن مجدد سوزن و سیم نازک در همان محل قبلی در عضله مشکل است. به علاوه ممکن است که فرد برای تعیین دقیق محل الکترود آن را تکان دهد و باعث افزایش ناراحتی بیمار شود. با این وجود برای برخی عضلات مشخص الکترودهای سوزنی تنها امکان برای بدست آوردن اطلاعات می‌باشند.
تفاوتهای موجود بین نتایج الکترودهای سطحی و سوزنی به دلیل تفاوت در پهنای باند آنهاست. الکترودهای سوزنی دارای فرکانس بالاتری هستند و فعالیت یک واحد حرکتی را نیز ثبت می‌کنند. پهنای باند آن‌ها بین ۲ تا Hz ۱۰۰۰ است در حالیکه پهنای باند الکترودها سطحی بین ۱۰ تا Hz ۶۰۰ می‌باشد.

## طراحی‌های الکترودی
صرف نظر از نوع الکترود مورد استفاده، برخی از طراحی‌های الکترودی می‌توانند به افزایش نویز ناخواسته کمک کنند. طراحی تک قطبی ساده‌ترین شکل ممکن است که در آن تنها یک الکترود و یک زمین وجود دارد. با این وجود این طراحی سیگنال‌های ناخواسته بیشتری نسبت به سایر روش‌ها جمع‌آوری می‌کند. طراحی دو قطبی روشی است که در تحلیل حرکت به‌طور شایعی به کار می‌رود. در این طراحی دو الکترود و یک زمین وجود دارد. این روش به این صورت است که در آن سیگنال‌های مشترک بین دو الکترود به عنوان نویز در نظر گرفته می‌شود و حذف می‌گردند و آنچه بین دو الکترود متفاوت است به عنوان سیگنال مورد نظر نگهداری می‌شود. این روش به عنوان سیستم تقویت اختصاصی نامیده می‌شود و کمتر تحت تأثیر تداخل عضلات کناری یا عمقی قرار دارد. طراحی سوم ترکیب از دو سیستم اختصاصی است. در این سیستم سه الکترود فعال و یک زمین وجود دارد؛ بنابراین در اینجا دو جفت سیگنال دو قطبی داریم که به صورت اختصاصی تقویت می‌شوند. این روش ناحیه آشکارسازی کوچک‌تری دارد و لذا نویز آن از روش دو قطبی کمتر است. این روش‌های طراحی الکترودها بسته به سیستم تقویت‌کننده خریداری شده منحصربه‌فردند و حداقل یک سیستم دو قطبی مورد نیاز است.

## تقویت‌کننده‌ها
بسیاری دیگر از خصوصیات تقویت‌کننده‌ها نیز می‌بایست مورد توجه قرار گیرند: اولین آن‌ها نسبت سیگنال به نویز است. این نسبتی است بین سیگنال‌های مفید به سیگنال‌های ناخواسته و معیاری است بر کیفیت سیگنال تقویت شده هر چه این نسبت بیشتر باشد، کاهش نویز بیشتر بوده است. الکترودهایی که روی خود یک پیش تقویت‌کننده دارند دارای نسبت سیگنال به نویز بسیار بالایی می‌باشند. بهره تقویت‌کننده نیز مهم می‌باشد که عبارت است از مقدار تقویتی که به سیگنال اعمال می‌شود و می‌بایست آنقدر باشد که دامنه خروجی به یک ولت برسد. خصوصیت دیگر تقویت‌کننده پهنای باند است که به صورت محدوده فرکانس‌های قابل جمع‌آوری تقویت‌کننده تعریف می‌شود. پهنای باند می‌بایست هم آنقدر زیاد باشد که فرکانس‌های کم آرتی فکت حرکتی را حذف کند و هم آنقدر کم باشد که حداقل تضعیف سیگنال را داشته باشیم. به‌طور کلی به این معناست که باید در محدوده Hz ۶۰۰–۰ برای الکترود سطحی و Hz ۱۰۰۰ – ۰ برای الکترود سوزنی باشد. استفاده از Nyquest theorem بدین معناست که فرد باید نمونه‌گیری را در حداقل Hz ۱۲۰۰ برای الکترود سطحی و Hz ۲۰۰۰ برای الکترود سوزنی انجام دهد تا از جمع‌آوری تمام سیگنال‌ها مطمئن شود. یکبار که سیگنال‌ها ثبت شدند سپس می‌توان از یک فیلتر بالا گذر ۱۰–۱۵Hz (High-Pass) برای حذف آرتی فکت حرکتی استفاده کرد (برخی ترجیح می‌دهند که از یک فیلتر آنالوگ در پایانه جلویی استفاده کنند ولی من ترجیح می‌دهم آرتی فکت حرکتی را پس از جمع‌آوری حذف کنم). می‌بایست این اطمینان فراهم باشد که تمام فیلترهای مورد استفاده دارای انتقال فاز صفر می‌باشند. توانایی آمپلی فایر اختصاصی در حذف سیگنال حالت عادی، نسبت حذف حالت عادی نامیده می‌شود. نسبت حذف حالت عادی هر چه بالاتر باشد، حذف سیگنال عادی (نویز) بهتر صورت می‌گیرد. مقدار ۱۰۰۰0 (dB 80) مورد نظر و مطلوب است. ورودی و امپدانس سیستم می‌بایست بیشتر از ۱۲+ ۱۰ اهم و جریان بایاس ورودی کم در حدود ۵۰ پیکوآمپر یا کمتر باشد. امپدانس ورودی بالا اجازه می‌دهد که سیگنال‌های زیادی برای تقویت به تقویت‌کننده بروند. هر سیگنال ورودی کمتر از جریان بایاس ورودی تقویت نخواهد شد. با دانستن این مشخصات فرد قادر خواهد بود که تقویت‌کننده مناسب برای سیگنال EMG خریداری کند.
همچنین امکان اشتباه ناشی از بورد آنالوگ به دیجیتال نیز وجود دارد. بیشتر بوردها تنها دارای ۱۲–۱۰ بیت بورد هستند و اگر سیستم امکان استفاده از تمام این محدود جمع‌آوری شده را ندهد مشکل به وجود می‌آید. این بدین معناست که اگر جمع‌آوری شما برای ۱۰± ولت تنظیم شده و شما در حال انجام EMG هستید که محدوده آن بعد از تقویت ۱± ولت است، سیستم شما در حالت بهینه عمل نمی‌کنند و شما دچار مشکل کمی‌سازی و نمونه‌گیری هستید؛ بنابراین فرد باید مطمئن باشد که نرم‌افزار و سخت‌افزار خریداری شده امکان بهینه بودن محدود ولتاژ جمع‌آوری با محدوده آنالوگ به دیجیتال (A-D) را فراهم می‌کند.

## وظایف اپراتور
اپراتور الکترومایوگرام می‌بایست اطلاعات کاملی از آناتومی بدن انسان داشته باشد چون محل و درجاگذاری الکترود بسیار مهم است. در ابتدا این فرد می‌بایست پوست را به خوبی تمیز نماید تا مقاومت پوست کاهش یابد. همین کار ساده می‌تواند مقاومت پوست را تا ۲۰۰٪ کاهش دهد. برای بسیاری از کاربردهای بالینی EMG, بدنه عضله به عنوان محل قرار دادن الکترود استفاده می‌شود. با این وجود برای اطمینان از تکرارپذیری نتایج محل خاص قرار گرفتن الکترود، استفاده از نشانه‌های استخوانی (Land mark) ضروری است. کتاب‌های بسیار زیادی وجود دارند که محل‌های دقیق قرار داklklkl,m,m,m,mضیح داده‌اند. روش شایع و پذیرفته شده دیگر برای قرار دادن الکترودها استفاده از نقاط حرکت است (motor point). با قرار دادن الکترودها در بدنه عضلات، برخی از مقالات هستند که موقعیت نقاط حرکت معمول را به عنوان نقطه شروع آورده‌اند و لذا شما می‌توانید به راحتی با استفاده از یابنده نقطه حرکت، آن نقاط را پیدا کنید. بحث خاص دیگر می‌بایست در مورد فاصله داخلی الکترود صورت پذیرد. بسیاری از الکترودها دارای فاصله داخلی ثابت هستند؛ ولی برخی نیز دارای فاصله داخلی متغیر می‌باشند و لذا فرد می‌بایست از ثبوت این فاصله در تمامی مراحل کار اطمینان حاصل کند تا مطمئن شود که الکترود بر روی همان فیبر عضله قرار دارد. منابع زیادی برای نویز وجود دارد. (نویز: هر سیگنال ناخواسته‌ای که به همراه سیگنال‌های مورد نظر جمع‌آوری می‌شود). برخی از این منابع عبارتند از: میدان الکترواستاتیک (پوست), میدان الکترومغناطیس (سیم‌های برق), آرتی فکتهای حرکتی ناشی از نقص الکترود در سطح پوست یا نقص در سیم، واکنش‌های غیرارادی (clonus) و هرگونه وسیله الکتریکی دیگری که در هنگام انجام EMG در اتاق وجود دارد. بسیاری از این نویزها را می‌توان با چند روش ساده حذف کرد. یکی از این روش‌ها تمیز کردن پوست است. اگر از الکترودهای بدون پیش تقویت‌کننده استفاده کنیم، کارمان مشکل‌تر می‌شود. استفاده از سیستم تقویت دو قطبی یا دوگانه به حل این مشکل کمک می‌کند. اگر سیستم شما دارای امکان استفاده از باتری نیز می‌باشد مزیت بسیار مهمی است. قبل از آغاز جمع‌آوری اطلاعات می‌بایست از موارد زیر اطمینان حاصل شود. تماس کامل الکترود، عدم وجود کشیدگی در سیم‌ها و اینکه سیم‌ها به خوبی به متصل‌کننده‌ها وصل هستند. وقتی الکترودها در محل خود قرار گرفتند می‌بایست یک قسمت دستی انجام پذیرد تا مطمئن شویم که الکترودها فعالیت عضله را به درستی ثبت می‌کنند. اگر مشخص شود که یکی از الکترودها درست کار نمی‌کند می‌توان لیدهای مختلف الکترودها را سوئیچ کرد البته در صورتی‌که سیستم امکان چنین کاری داشته باشد یا اینکه الکترود را بین کانال‌های مختلف سوئیچ کند تا ببیند آیا این الکترود در کانال دیگر کار می‌کند یا خیر.
اگر بعد از سوئیچ کردن همچنان سیگنال مشکل دارد باید الکترودها را سوئیچ کرد و دید آیا خود الکترودها مشکل دارند یا خیر. باید دانشت که نسبت معکوس بین سیگنال دریافتی و حجم بافت تحت بررسی وجود دارد؛ بنابراین داشتن سیگنال‌های مفید در بررسی افراد چاق با استفاده از الکترودهای سطحی مشکل خواهد بود.

## برخی مشکلات
یکی از عدم مزایای استفاده از سیستم‌های جمع‌آوری کامپیوتری جدید این است که با این سیستم‌ها فرد امکان دیدن یک سیگنال خام در همان لحظه به صورت real time (نظیر یک اسیلوسکوپ) را ندارد. دیدن سیگنال خام قبل از شروع کار (بجز یک فیلتر ضد افزایش) مهم است چون تشخیص بین سیگنال و نویز در سیگنال خام اغلب مشکل است و در صورتی‌که هر گونه پردازش در EMG صورت گیرد این کار غیرممکن می‌شود. یک بار محقق به سیگنال خام نگاه می‌کند می‌بایست تعیین کند که آیا فیلترینگ مورد نیاز است یا خیر. یک الکترومایوگرافر تازه‌کار ممکن است در تعیین مشکلات سیگنال خام دچار مشکل شود. خط پایه موج دار در اغلب موارد با آرتی فکتهای حرکتی کم فرکانس دیده می‌شود. به علاوه قله‌های تیز می‌تواند نشاندهنده حرکات ناگهانی الکترود باشد. برخی موارد دیگر ممکن است شامل سیگنال‌های یکسان بین تمام کانال‌ها یا سیگنال Hz ۶۰ که روی بقیه سیگنال‌ها می‌افتد باشد. اگر سیگنال خیلی تمیز نباشد ممکن است محقق بخواهد که اطلاعات را فیلتر کند (برخی محققین می‌گویند همیشه باید اطلاعات را فیلتر کرد). سه نوع اصلی از فیلترها در EMG استفاده می‌شوند: بالاگذر، پائین گذر و میان گذر. البته فیلترهای مختلف دیگری نیز وجود دارند مثل butter worth , cheby shev و… در این آزمایشگاه استفاده از یک فیلتر دیجیتال بالاگذر butter worth با قطع در Hz ۱۵–۱۰ معمول است که البته به فعالیت تحت بررسی بستگی دارد (Hz برای قدم زدن و Hz ۱۵ برای حرکات سریع). در سوی دیگر طیف، ما یک فیلتر آنالوگ پائین گذر با قطع Hz ۶۰۰ برای EMG سطحی و Hz ۱۰۰۰ برای EMG با الکترود سوزنی به عنوان الکترود ضد افزایش استفاده می‌شود. اگر مشخص شود که سیگنال‌های Hz ۶۰ روی بقیه سیگنال‌ها می‌افتند می‌توان از یک فیلتر میان گذر که همه سیگنال‌های Hz ۶۵–۵۵ را حذف می‌کند استفاده کرد. حال که ما سیگنالی تمیز داریم می‌توان به آن نگاه کنیم و اطلاعاتی در مورد عضلات از آن بدست آوریم. اولین اطلاعاتی که به دست می‌آید زمان روشن و خاموش است. در بیشتر موقعیتهای تحلیل حرکت فقط از سیگنال خام استفاده می‌شود هیچ پردازشی برای تمیز کردن سیگنال (فیلترهای بالا و پائین گذر) استفاده نمی‌شود. با این وجود برخی از روش‌های پردازش سیگنال EMG انجام می‌شود. معمول‌ترین آن‌ها عبارتند از: یکسوسازی نیم موج (حذف تمام بخش‌های منفی سیگنال), یکسوسازی تمام موج (مقدار مطلق کل سیگنال), envelope خطی (فیلتر کردن پائین گذر سیگنال یکسو شده تمام موج), ریشه مربع میانگین (root meat square) (اساساً سیگنال را به توان ۲ می‌رساند، میانگین یک پنجره زمانی مشخص در حدود ms ۲۰۰–۱۰۰ را می‌گیرد سپس ریشه دوم را حساب می‌کند). انتگرال EMG (ناحیه زیر منحنی یکسو شده را می‌توان به عنوان فعالیت کامل یا زمان پیش تنظیم یا مقدار دامنه تعیین کرد) و تحلیل فرکانس (معمولاً از طریق آنالیز سریع و بررسی طیف پردانسیته تعیین می‌شود). بسته به کاربرد شما هر کدام از این روش‌های پردازش ممکن است لزوم پیدا کند ولی هر کدام عدم مزایای خاص خود را دارند، از جمله اینکه با انجام هر پردازش بخش‌هایی از اطلاعات مفید از بین می‌روند. برای مقایسه اطلاعات EMG میان افراد مختلف می‌بایست اطلاعات را در یک قالب کلی فراهم کرد؛ بنابراین روش‌های مختلف نرمال‌سازی سیگنال از هر دو جنبه زمان و دامنه توسعه یافته‌اند. احتمالاً دو روش شایع تر نرمال‌سازی بر اساس زمان عبارتند از نرمال‌سازی به یک آزمون / سیکل یا به فازهایی در آزمون / سیکل. به عنوان مثال بیایید فرض کنیم که ما می‌خواهیم EMG عضلات پشت یک فرد را به صورت مداوم اشیایی را از روی زمین برمی‌دارد و در یک سبد قرار می‌دهد بررسی کنیم. ما می‌توانیم یک سیکل را به صورت زمان آغاز حرکت از زمانی که شی را از روی زمین برمی‌دارد تا وقتی که مجدداً می‌خواهد شی دیگر را بردارد در نظر بگیریم. حال می‌توان به سادگی بر اساس زمان تقسیم‌بندی کرد به این صورت که کل زمان لازم برای انجام این کار را به تعداد کار انجام شده تقسیم کرد و درصد سیکل را محاسبه نمود. این کار برای بسیاری از کارهایی سیکلی به خوبی عمل می‌کند ولی اگر کار دارای بیش از یک فاز باشد دارای عدم مزایایی است. برای کارهای چند فازی تقسیم کردن بر اساس زمان به درصد فاز به خوبی عمل می‌کند؛ مثلاً در همان مثال قبلی. حال بیایید فاز بلند کردن را به صورت از لحظه برداشتن جسم تا وقتی که فرد کاملاً ایستاده باشد در نظر بگیریم. فاز دوم از لحظه ایستادن کامل تا لحظه‌ای که جسم در سبد قرار بگیرد خواهد بود و فاز سوم از لحظه قرار گرفتن جسم در سبد تا لحظه‌ای که فرد می‌خواهد جسم دیگری را بردارد است. هر فاز به عنوان یک اتفاق مجزا صورت می‌گیرد؛ بنابراین زمانی که لازم است تا فرد جسم را برداشته و به حالت ایستاده در آید می‌تواند به عنوان یک تقسیم‌کننده حساب آید و یک درصد فاز ایجاد کند. همین‌طور برای فازهای بعدی. این نوع از استانداردسازی بر اساس زمان برای کارهایی که فازهای مشخص دارند خیلی مناسب است. در این مثال بیایید بگوییم که بیشترین فعالیت عضلات قبل از قرار دادن جسم در سبد صورت می‌گیرد. بسیار معنی دارتر خواهد بود اگر بگوییم بیشترین فعالیت EMG در %۹۵ فاز دوم صورت گرفته است تا اینکه بگوییم بیشترین فعالیت در ۵۵٪ کل کار، صورت پذیرفته است. در نوع دوم شما باید برگردید و ببینید چه کاری در ۵۵٪ کار صورت می‌پذیرفته است؛ لذا آزمایشگاه ترجیح می‌دهد در صورت امکان از روش درصد فاز استفاده کند.

## استانداردسازی
در بسیاری از موارد دامنه سیگنال نرمال‌سازی می‌شود. معمولترین روش استانداردسازی حداکثر انقباض ایزومتریک ارادی (MVIC) در عضله خاص مورد استفاده است. براساس مراجع منتشر شده در آزمایش دستی عضله، معاینه‌کننده سپس بر قسمتی از عضله تحت بررسی نیرویی آنقدر زیاد وارد می‌کند که عضله نتواند خود را در موقعیت ثابت حفظ کند. اینکه آیا همیشه قادر خواهیم بود MVIC درست به دست آوریم قابل بحث است؛ لذا روش‌های مختلف دیگری توسعه یافتند. یکی از آن‌ها استفاده از حداکثر سطح سیگنال در کل کار است. در مثال بلند کردن اجسام که قبلاً گفته شد، این بدین معنی است که حداکثر سطح EMG از هر عضله مشخص در خلال کل کار را در نظر بگیریم سپس به این مقدار نرمال‌سازی کنیم. بسیاری از افراد ترجیح می‌دهند ه از پیک‌های مختلف (۵–۴) استفاده کنند و میانگین آن‌ها را به عنوان حداکثر در نظر می‌گیرند تا از امکان استفاده از یک قله بلند اشتباه به عنوان حداکثر جلوگیری کنند. روش دیگر نرمال‌سازی استفاده از مقدار متوسط سیگنال در کل آزمایش است. اگر چه این روش از حساسیت کمتری به قله‌های سریع که در طول آزمایش رخ می‌دهند دارد و اگر عضله در بیشتر زمان آزمون در حال فعالیت نباشد اطلاعات را به شدت نامتجانس می‌کند. مشکلی که در طول استفاده از مقادیر حداکثر یا متوسط کل آزمون رخ می‌دهد این است که سیگنال EMG بسته به سرعت مفاصل در طول انقباض تغییر خواهد کرد؛ بنابراین تا وقتی که سرعت کار را استاندارد نکنیم این روش امکان مقایسه بین کارهای مختلف را نخواهد داشت. روش دیگر که مشابه استفاده از MVIC است استفاده از یک سطح مشخص نیرو است (مثلاً تقسیم به دامنه EMG وقتی ۲۰ پوند را با سرعتی مشخص بلند می‌کنیم). شکل دیگر این روش استفاده از دامنه EMG است وقتی نیروی مشخصی را در مقابل یک شی ثابت به کار می‌بریم لذا سرعت از معادلات حذف می‌شود. تمام این روش‌ها دارای نکات مثبت و منفی هستند و همه روش‌هایی برای مقایسه دامنه بین عضلات و افراد مختلف می‌باشند. به علاوه اگر فرد مورد بررسی دارای شرایط پاتولوژیک باشد که عضله تحت بررسی را شامل شود، به صورت مجازی به دست آوردن MVIC صحیح غیرممکن خواهد بود و لذا اینکه آیا سایر روش‌های نرمال‌سازی ارزش دارند مورد سؤال می‌باشد. صرفنظر از نوع نرمال‌سازی که براساس زمان است یا بر اساس دامنه، باید دانست که این کار باعث حذف اطلاعات می‌شود.

## تفسیر سیگنال
حال که سیگنال را پاک کرده‌ایم و روش‌های نرمال‌سازی را به کار بردیم، زمان بررسی سیگنال و تلاش برای تفسیر معنی آن است. اول از همه باید بدانیم که خود سیگنال EMG دارای متغیرهای بزرگی است؛ مثلاً در یک فرد انجام یک کار با کار دیگر یا انجام یک کار بین افراد مختلف نتایج مختلفی ایجاد خواهد کرد چون ترکیب‌های مختلف عضلات می‌توانند یک حرکت خاص را ایجاد کنند و این از ویژگی‌های سیستم عضلانی – عصبی است. EMG از کاری به کار دیگر متفاوت خواهد بود و این به دلیل تفاوت در سرعت، ریتم یا حتی تفاوت‌های کوچک در الگوی حرکت حتی وقتی که در ظاهر مشابهند می‌باشد. محدوده طبیعی برای فازهای EMG وجود دارد ولی فرد باید هوشیار باشد و نقاطی مجزا را برای شروع و پایان هر بخش کار تعریف کند. این موضوع را در هنگام انجام EMG باید به یادداشت. فاکتورهای دیگری نیز بررسی و تفسیر نتایج EMG را مشکل می‌سازند. تغییر سرعت یا ریتم، بروز خستگی و وجود درد همگی بر الگوهای EMG اثرگذارند. عامل مزاحم دیگر در تفسیر EMG پدیده Cross talk است. Cross talk تداخل سیگنال‌های EMG از عضلات کناری یا عمقی تر ناحیه آشکارسازی الکترود است. راه حل ثابتی برای این مشکل وجود ندارد و اندازه بیمار لید الکترود تأثیر زیادی بر کاهش و افزایش این اثر دارند. به عنوان مثال اگر سیستم شما دارای فاصله الکترود فعال ثابت و بزرگ است و شما بر روی جمعیت بچه‌ها در حال مطالعه هستید باید مطمئن باشید که اطلاعات شما حاوی مقادیر زیادی از اطلاعات عضلات کناری و عمقی است که برای شما مطلوب نیست. بسیاری از محققین الکترودهای سوزنی را بهینه کرده‌اند تا این مشکل را کاهش دهند.

## اطلاعات واقعی EMG
زمان روشن و خاموش شدن عضله و افزایش و کاهش فعالیت آن دو پارامتر اصلی به دست آمده از EMG است. اطلاعات EMG نمی‌توانند به ما بگویند که عضله چقدر قوی است، یا یک عضله از عضله دیگر قوی تر است، یا انقباض از نوع Concentric است یا Eccentric یا حتی فعالیت عضله ارادی است یا غیرارادی. قدرت عضله یا تعیین قوی تر بودن یک عضله نسبت به دیگری از مهم‌ترین مواردی هستند که محقق به خاطرشان EMG انجام می‌دهد. نرمال‌سازی به MVIC, میانگین‌گیری یا استفاده از ماکزیمم همه تلاش‌هایی هستند برای ایجاد مکان مقایسه بین عضلات یک فرد یا عضلات افراد مختلف. این کار به صورت معمول انجام می‌پذیرد ولی فرد باید بداند که نتایج به دست آمده دارای مشکلاتی است که به صورت ذاتی در روش‌های مورد استفاده وجود دارد و متغیرهای مختلفی در عضلات، افراد و کارهای مختلف وجود دارد. در کنار استفاده از EMG برای تعیین الگوهای EMG (زمان فعال شدن و زمان استراحت) بسیاری از محققین از آن برای تعیین تغییرات سیگنال در اثر خستگی استفاده می‌کنند. همه این‌ها استفاده‌های ارزشمند EMG در بیومکانیک شغلی هستند.